# Pereskia
Genre
Classification APG II (2003)
Pereskia est un genre de cactus.
Ce genre est composé d'une dizaine d'espèces arbustives ou buissonnantes, croissant dans les zones tropicales d'Amérique. La floraison se produit durant la saison humide. Ce genre a la particularité rare chez les cactacées de porter des feuilles apparentes.
Ce genre a été nommé par le Père Charles Plumier, religieux de l'ordre des Minimes, en hommage à l’astronome français Nicolas-Claude Fabri de Peiresc, lors de la première description de Pereskia aculeata en 1703 dans son ouvrage "Nova Plantarum Americanarum Genera", page 35 .
Les règles internationales de la taxonomie fixant comme point de départ de la reconnaissance des descriptions botaniques l’invention de la taxonomie binomiale par Linné le nom de Plumier ne figure pas comme auteur initial.
De ce fait, l'auteur officiel du genre en est Philip Miller qui en fera une description de reprise dans la 4e édition de "The Gardeners Dictionary" en 1754.
Les noms de 11 espèces sont acceptés officiellement selon "The Plant List", fruit du travail de rationalisation effectué conjointement par les Jardins botaniques royaux de Kew  et le Jardin botanique du Missouri.

## Liste des espèces
Selon "The Plant List" 23 avril 2012
- Pereskia aculeata P. Miller 1768
- Pereskia bleo (Kunth) DC. 1828
- Pereskia grandifolia Haworth 1819
  - Pereskia grandifolia var. grandifolia
  - Pereskia grandifolia subsp. violacea   (Leuenb.) N.P. Taylor & Zappi
- Pereskia guamacho F.A.C. Weber 1898
- Pereskia horrida (Kunth) DC. 1828
- Pereskia lychnidiflora DC. 1828
- Pereskia nemerosa Rojas Acosta 1897
- Pereskia portulacifolia (L.) DC.  1828
- Pereskia sacharosa Griseb.  1879
- Pereskia weberiana K. Schum.  1898
- Pereskia zinniiflora DC.  1828

## Espèces aux noms synonymes, obsolètes et leurs taxons de référence
Selon "The Plant List" 23 avril 2012
- Pereskia acardia Parm. ex Pfeiff. Non résolu
- Pereskia aculeata var. godseffiana (hort.) F.M. Knuth . = Pereskia aculeata P. Miller
- Pereskia aculeata var. lanceolata Pfeiff. . = Pereskia aculeata P. Miller
- Pereskia aculeata var. longispina (Haw.) DC. . = Pereskia aculeata P. Miller
- Pereskia aculeata var. rotundifolia Pfeiff. . = Pereskia aculeata P. Miller
- Pereskia aculeata var. rubescens Pfeiff. . = Pereskia aculeata P. Miller
- Pereskia aculeata f. rubescens (Houghton) Krainz . = Pereskia aculeata P. Miller
- Pereskia affinis Meinsh. 	Non résolu
- Pereskia amapola F.A.C. Weber = Pereskia nemorosa  Rojas Acosta
- Pereskia amapola var. argentina F.A.C. Weber ex Weing. = Pereskia nemorosa  Rojas Acosta
- Pereskia antoniana (Backeb.) Rauh  = Pereskia weberiana  K. Schum.
- Pereskia argentina F.A.C. Weber = Pereskia nemorosa  Rojas Acosta
- Pereskia aureiflora F.Ritter  Non résolu
- Pereskia autumnalis (Eichlam) Rose  = Pereskia lychnidiflora  DC.
- Pereskia bahiensis Gürke 	Non résolu
- Pereskia brasiliensis Pfeiff. 	Non résolu
- Pereskia braziliensis Pfeiff. 	Non résolu
- Pereskia calandriniaefolia Link & Otto ex Salm-Dyck  = Pereskia lychnidiflora  DC.
- Pereskia colombiana Britton & Rose  = Pereskia guamacho  F.A.C.Weber
- Pereskia conzattii Britton & Rose  = Pereskia lychnidiflora  DC.
- Pereskia corrugata Cutak =Pereskia bleo  (Kunth) DC.
- Pereskia crassicaulis Zucc. ex Pfeiff. 	Non résolu
- Pereskia cruenta Pfeiff. =Pereskia bleo  (Kunth) DC.
- Pereskia cubensis Britton & Rose  = Pereskia zinniiflora  DC.
- Pereskia diaz-romeroana Cárdenas 	Non résolu
- Pereskia foetens Speg. . = Pereskia aculeata P. Miller
- Pereskia fragrans Lem. . = Pereskia aculeata P. Miller
- Pereskia glomerata Pfeiff. 	Non résolu
- Pereskia godseffiana hort. . = Pereskia aculeata P. Miller
- Pereskia grandiflora Pfeiff. 	Non résolu
- Pereskia grandifolia var. violacea Leuenb. = Pereskia grandifolia subsp. violacea   (Leuenb.) N.P. Taylor & Zappi
- Pereskia grandispina J.Forbes   Non résolu
- Pereskia haageana Meinsh. 	Non résolu
- Pereskia higuerana Cárdenas = Rhodocactus higueranus (Cárdenas) Backeb.
- Pereskia hortensis Voss 	Non résolu
- Pereskia humboldtii Britton & Rose  = Pereskia horrida  DC.
- Pereskia humboldtii var. rauhii (Backeb.) Leuenb. = Pereskia horrida  DC.
- Pereskia lanceolata Salm-Dyck 	Non résolu
- Pereskia lanceolata C.F.Först. 	Non résolu
- Pereskia longispina Haw. . = Pereskia aculeata P. Miller
- Pereskia longissima Voss 	Non résolu
- Pereskia marcanoi Areces 	Non résolu
- Pereskia moorei Britton & Rose = Pereskia sacharosa  Griseb.
- Pereskia nicoyana F.A.C. Weber  = Pereskia lychnidiflora  DC.
- Pereskia ochnocarpa Miq. = Pereskia grandifolia var. grandifolia
- Pereskia opuntiiflora DC. = Pereskia lychnidiflora  DC.
- Pereskia panamensis F.A.C. Weber  =Pereskia bleo  (Kunth) DC.
- Pereskia paniculata Vell.    Non résolu
- Pereskia pereskia (L.) H.Karst.  Invalid. = Pereskia aculeata P. Miller
- Pereskia pflanzii Vaupel = Quiabentia verticillata (Vaupel) Borg
- Pereskia philippii F.A.C. Weber = Maihuenia poeppigii (Otto ex Pfeiff.) F.A.C.Weber
- Pereskia pititache Karw. ex Pfeiff. = Pereskia lychnidiflora  DC.
- Pereskia plantaginea Pfeiff. 	Non résolu
- Pereskia poeppigii Salm-Dyck = Maihuenia poeppigii (Otto ex Pfeiff.) F.A.C.Weber
- Pereskia quisqueyana Alain 	Non résolu
- Pereskia rosea hort. ex A. Dietr. = Pereskia grandifolia var. grandifolia
- Pereskia rotundifolia DC. = Pereskiopsis rotundifolia (DC.) Britton & Rose
- Pereskia rubescens Houghton . = Pereskia aculeata P. Miller
- Pereskia rufida hort. 	Non résolu
- Pereskia saipinensis Cárdenas = Pereskia sacharosa  Griseb.
- Pereskia scandens (Britton & Rose) Standl. = Pereskiopsis kellermanii Rose
- Pereskia sparsiflora F. Ritter = Pereskia sacharosa  Griseb.
- Pereskia spathulata Otto ex Pfeiff. = Pereskiopsis diguetii (F.A.C.Weber) Britton & Rose
- Pereskia stenantha F.Ritter 	Non résolu
- Pereskia subulata Muehlenpf. = Austrocylindropuntia subulata (Muehlenpf.) Backeb.
- Pereskia tampicana F.A.C. Weber = Pereskia grandifolia var. grandifolia
- Pereskia undulata Lem. . = Pereskia aculeata P. Miller
- Pereskia vargasii H. Johnson = Pereskia horrida  DC.
- Pereskia vargasii var. longispina Rauh & Backeb. = Pereskia horrida  DC.
- Pereskia vargasii var. rauhii Backeb.  = Pereskia horrida  DC.
- Pereskia verticillata Vaupel = Quiabentia verticillata (Vaupel) Borg
- Pereskia zehmneri Britton & Rose 	Non résolu
- Pereskia zehntneri Britton & Rose = Quiabentia zehntneri (Britton & Rose) Britton & Rose

## Quelques espèces en photo

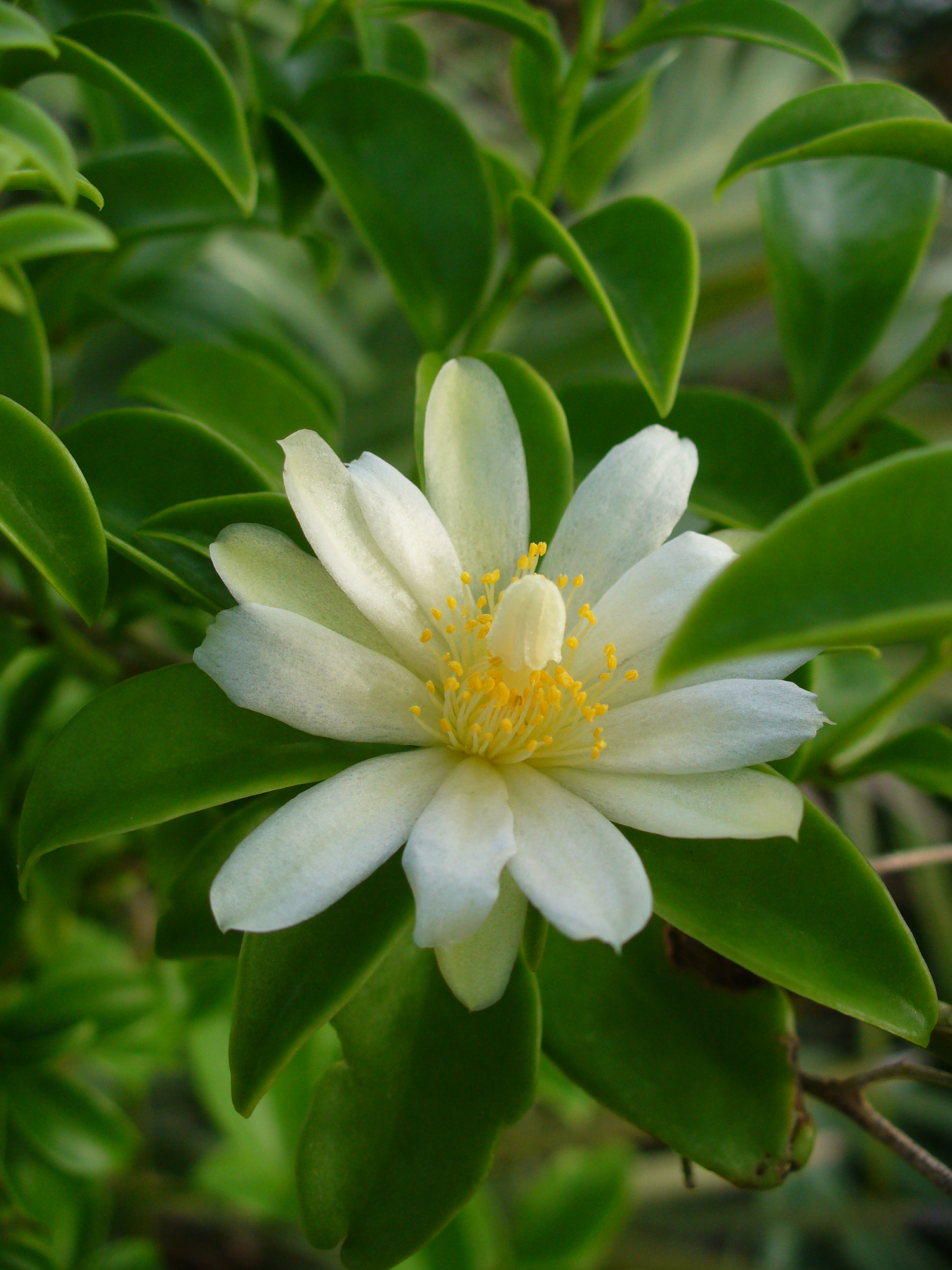
Pereskia aculeata
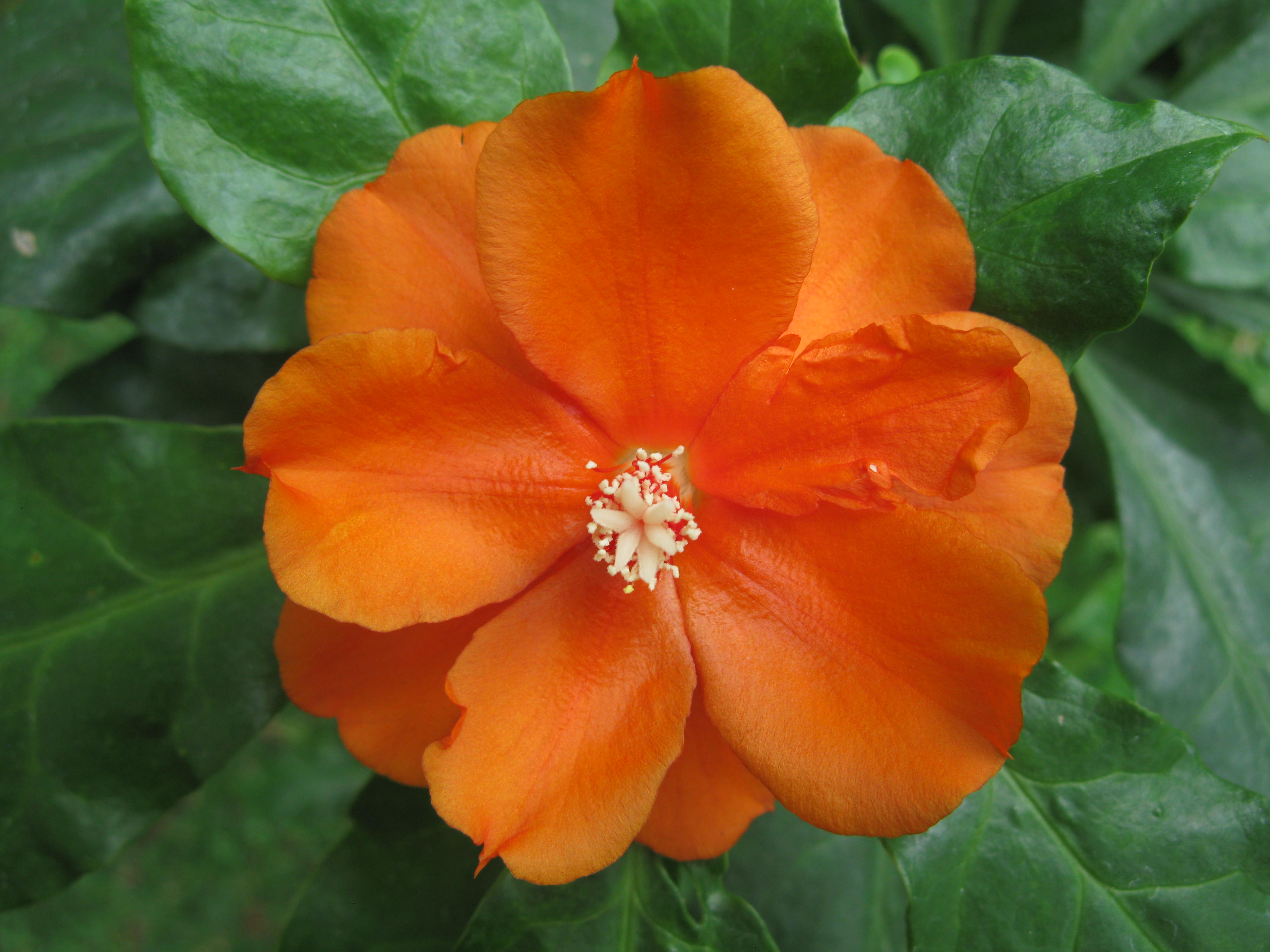
Pereskia bleo
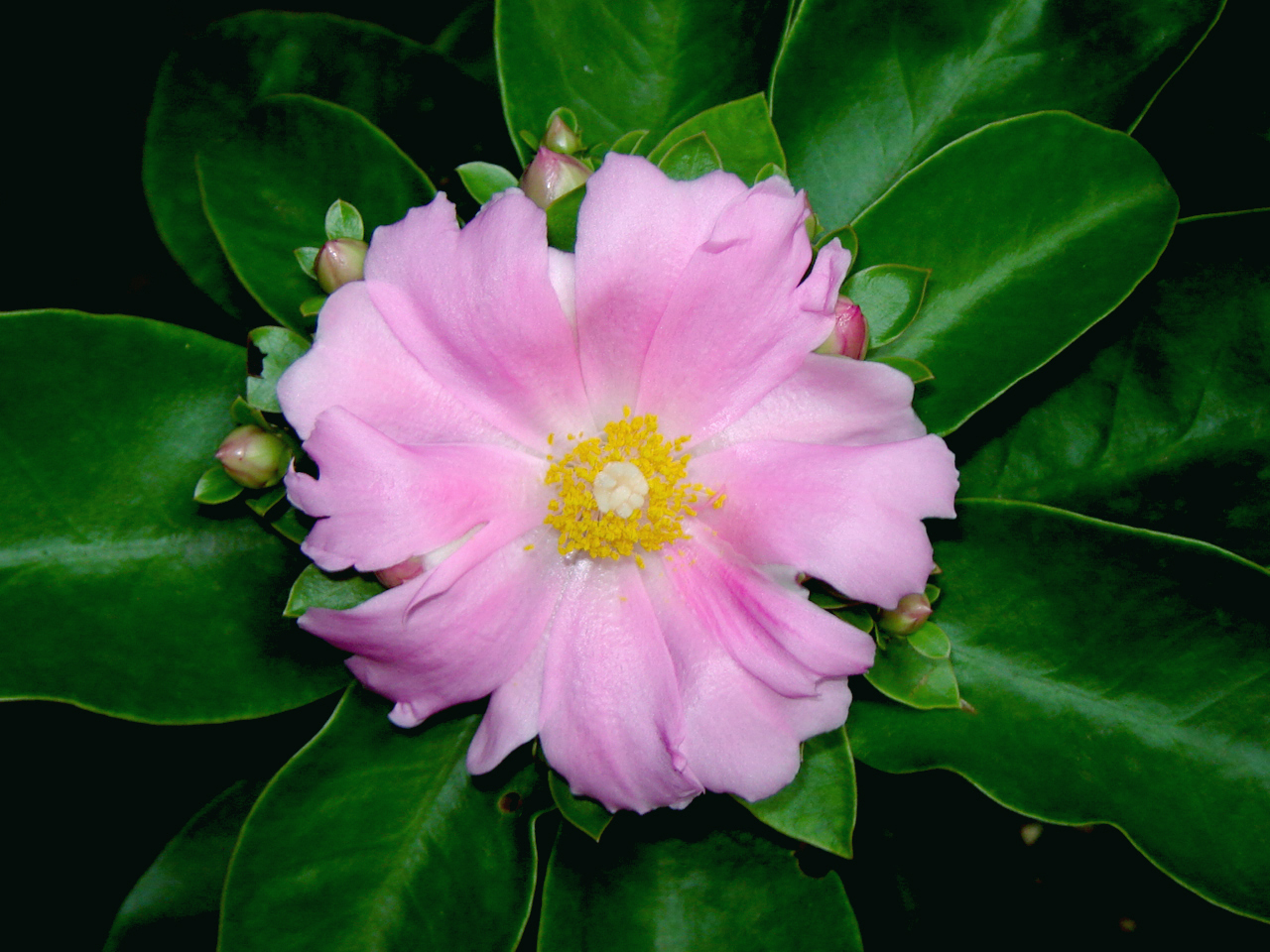
Pereskia grandifolia
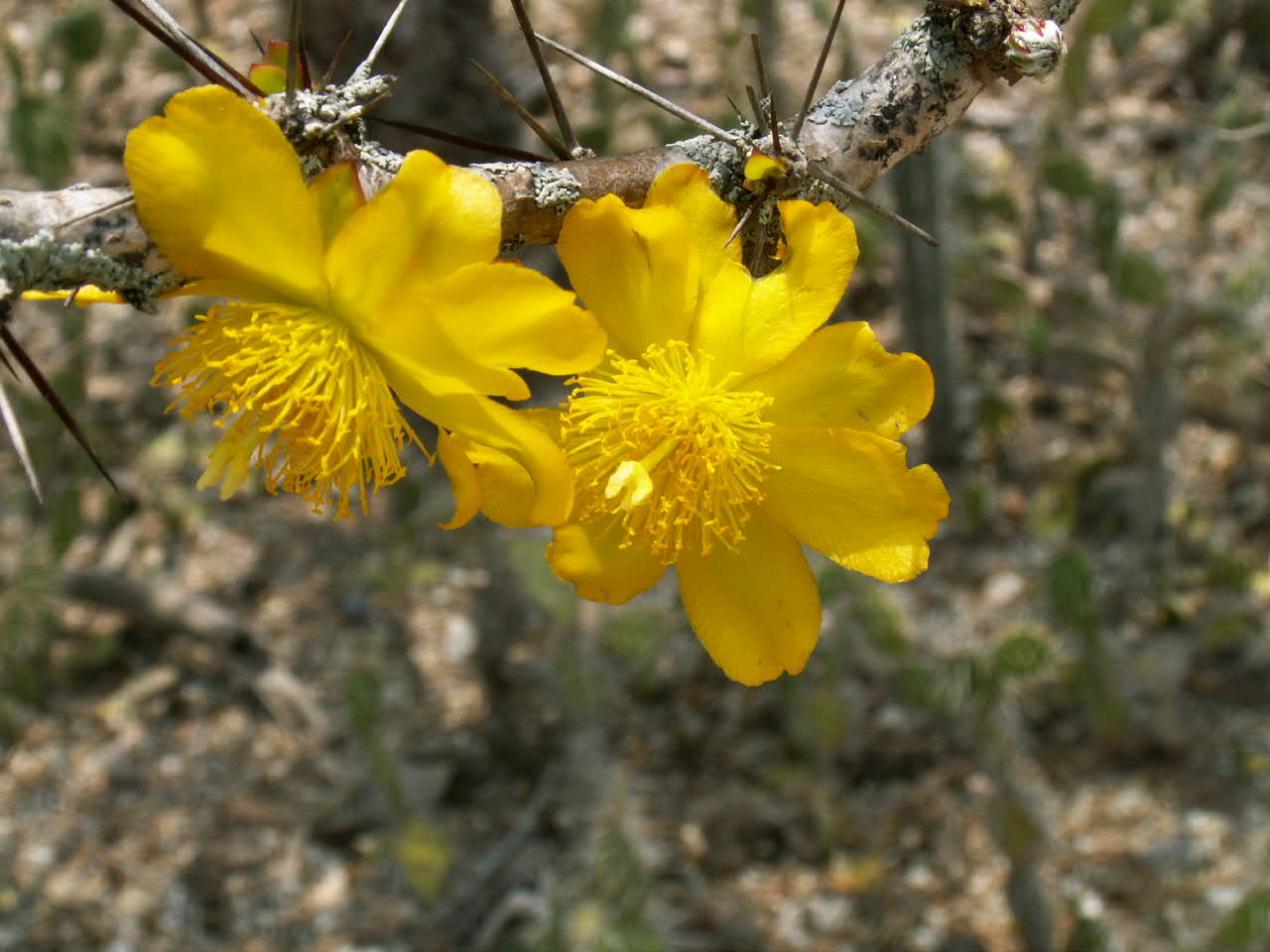
Pereskia guamacho
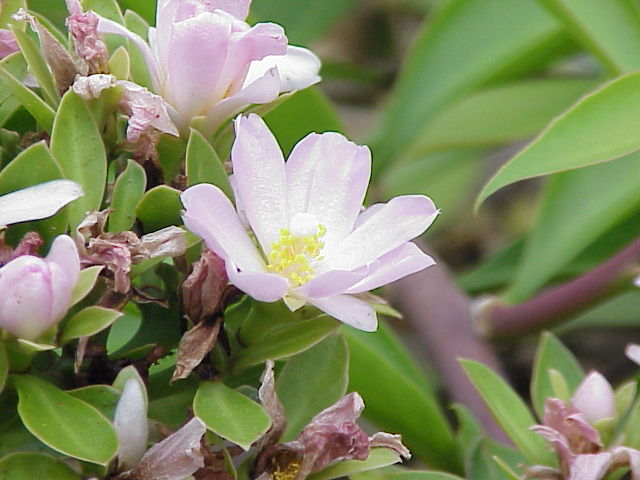
Pereskia grandifolia
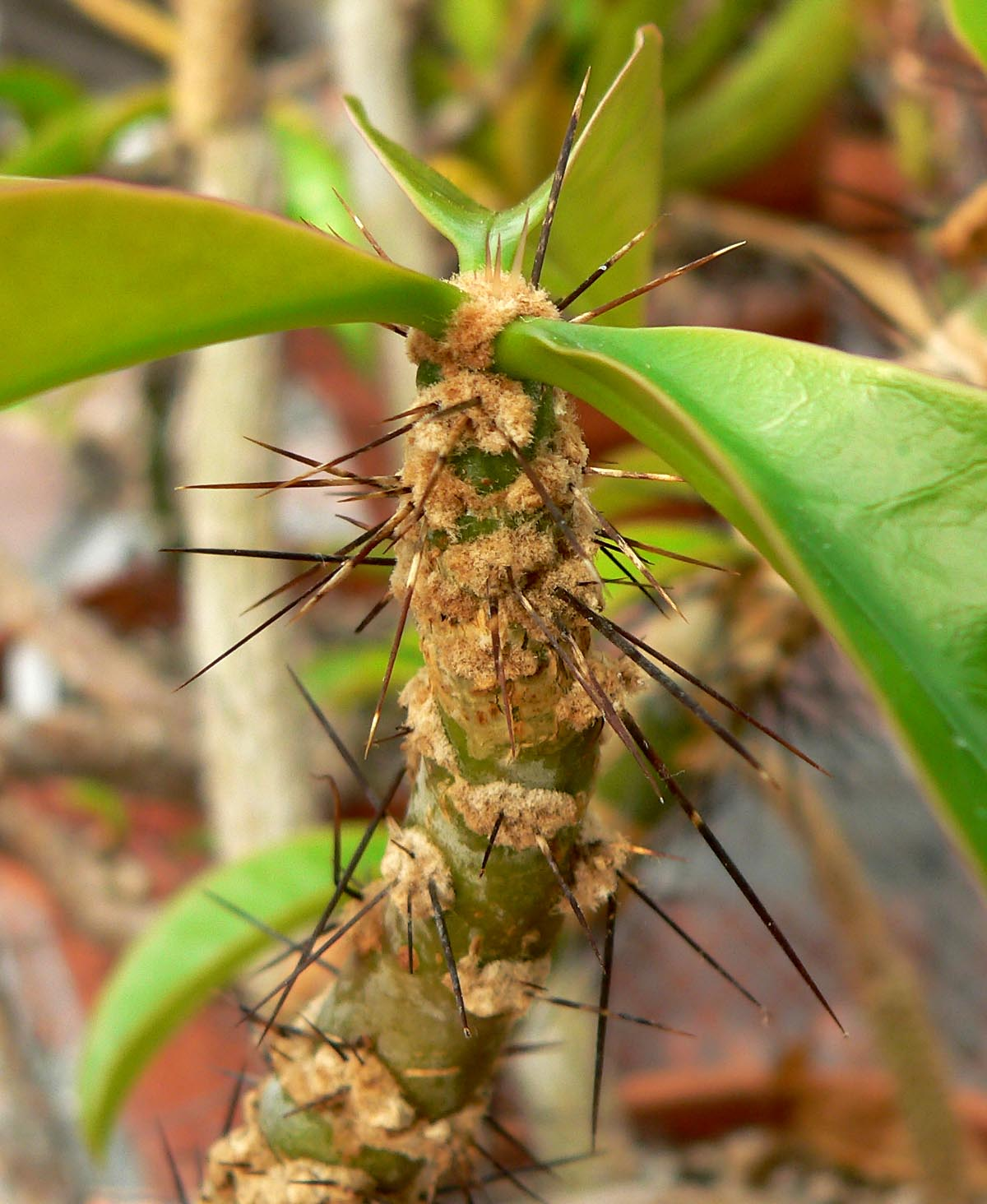
Pereskia tampicana
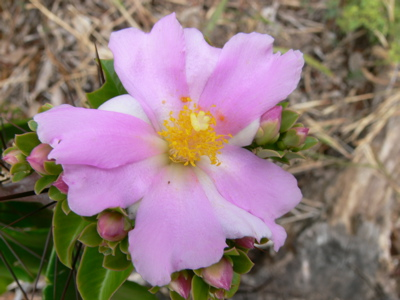
Detail de la fleur de Pereskia grandifolia
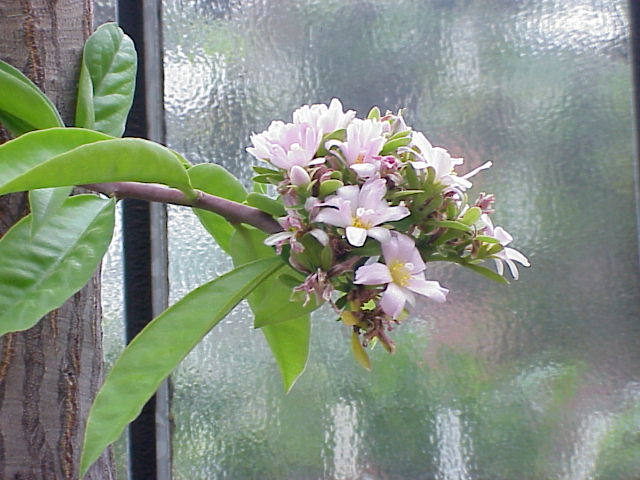
inflorescence de Pereskia grandifolia
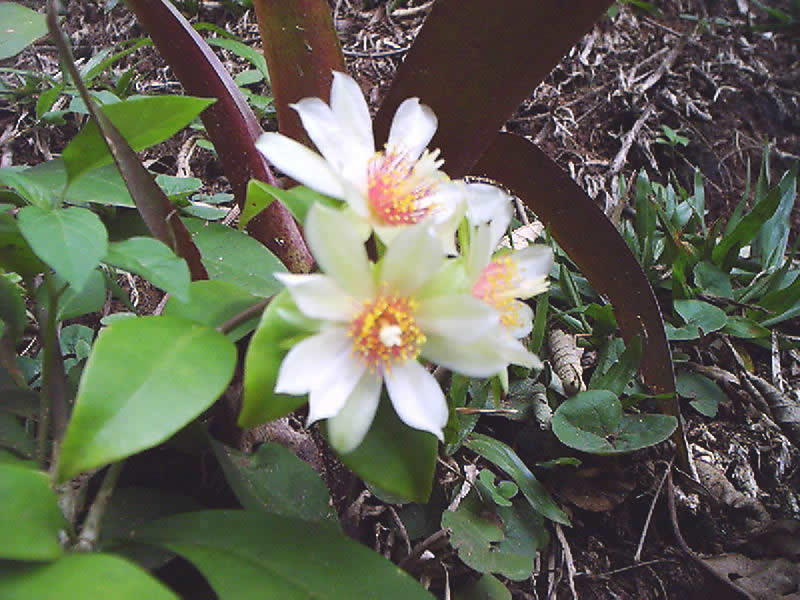
Pereskia aculeata
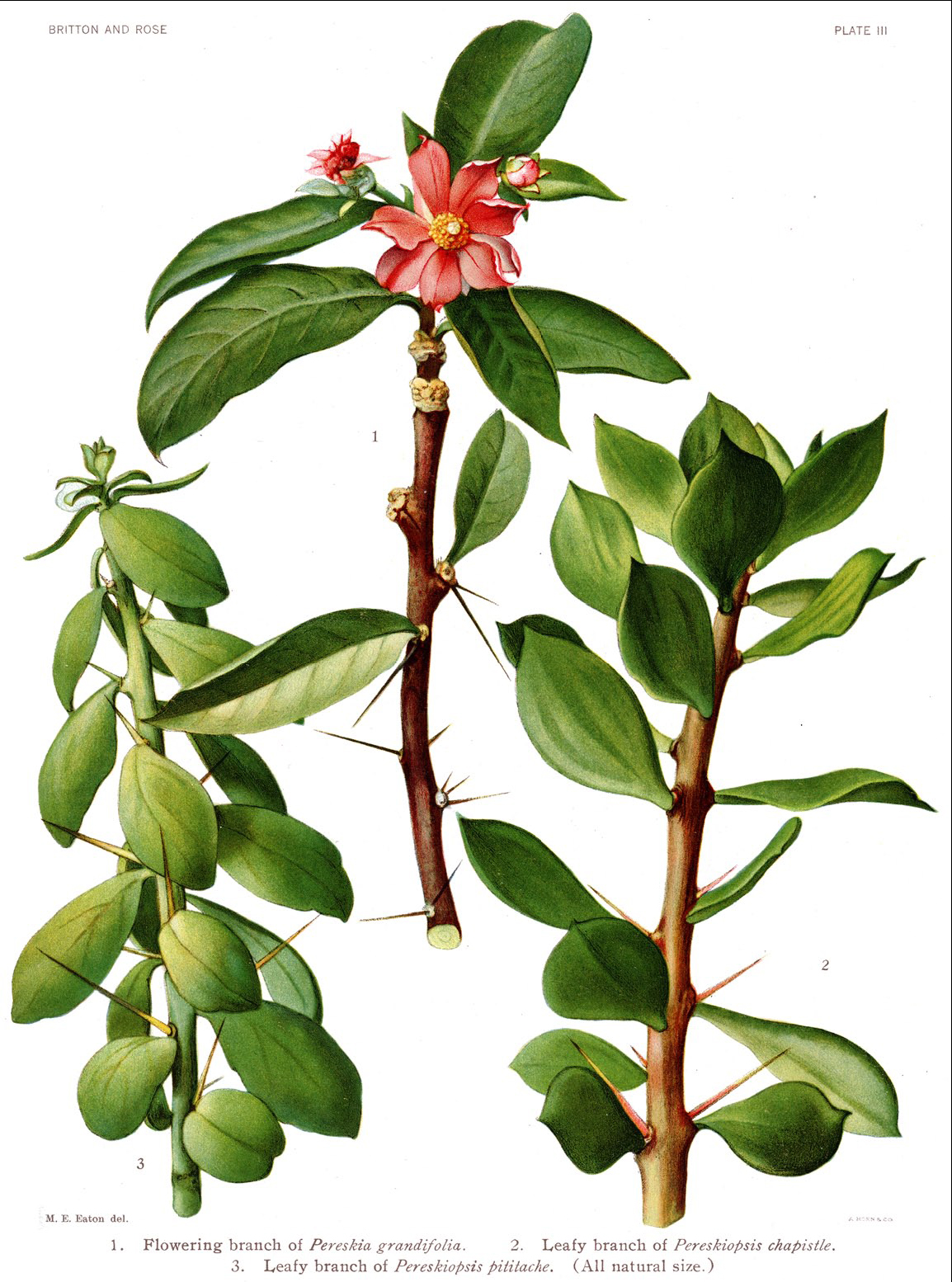
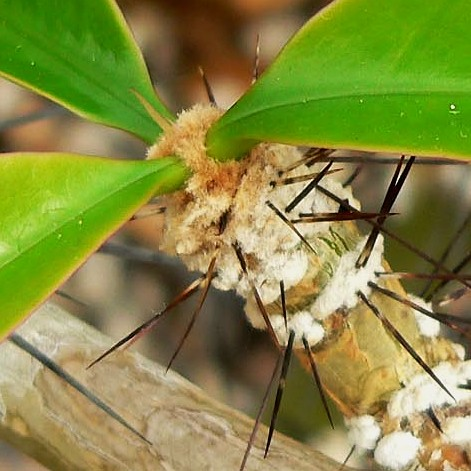
Pereskia tampicana
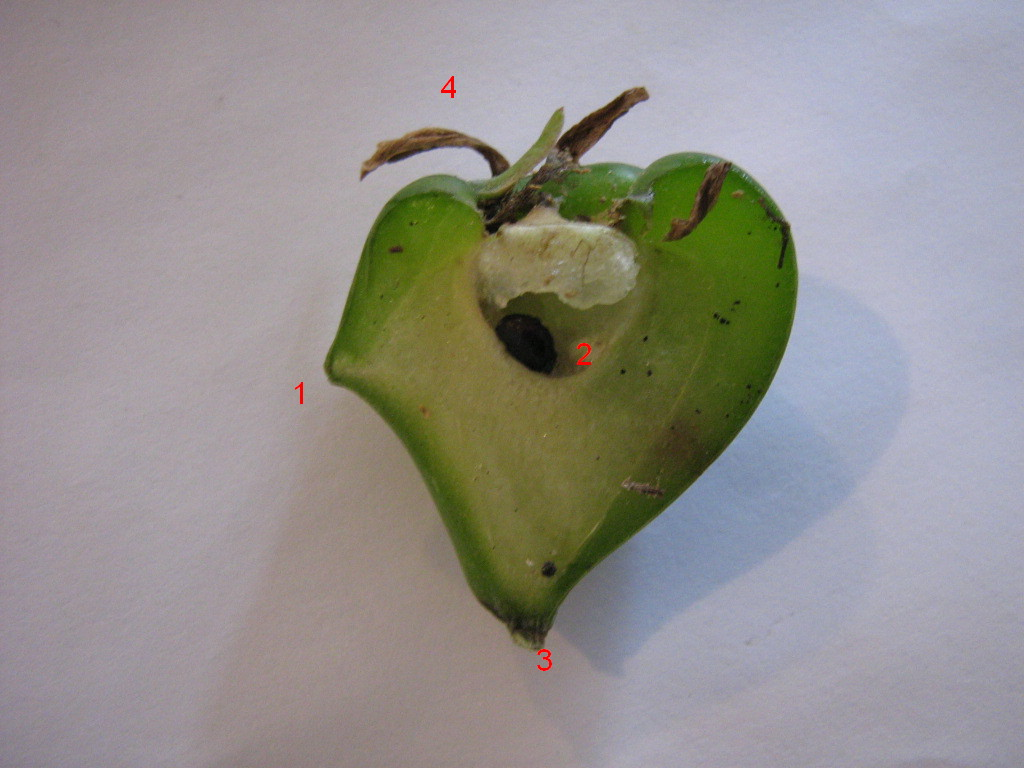
Fruit vu en coupe.
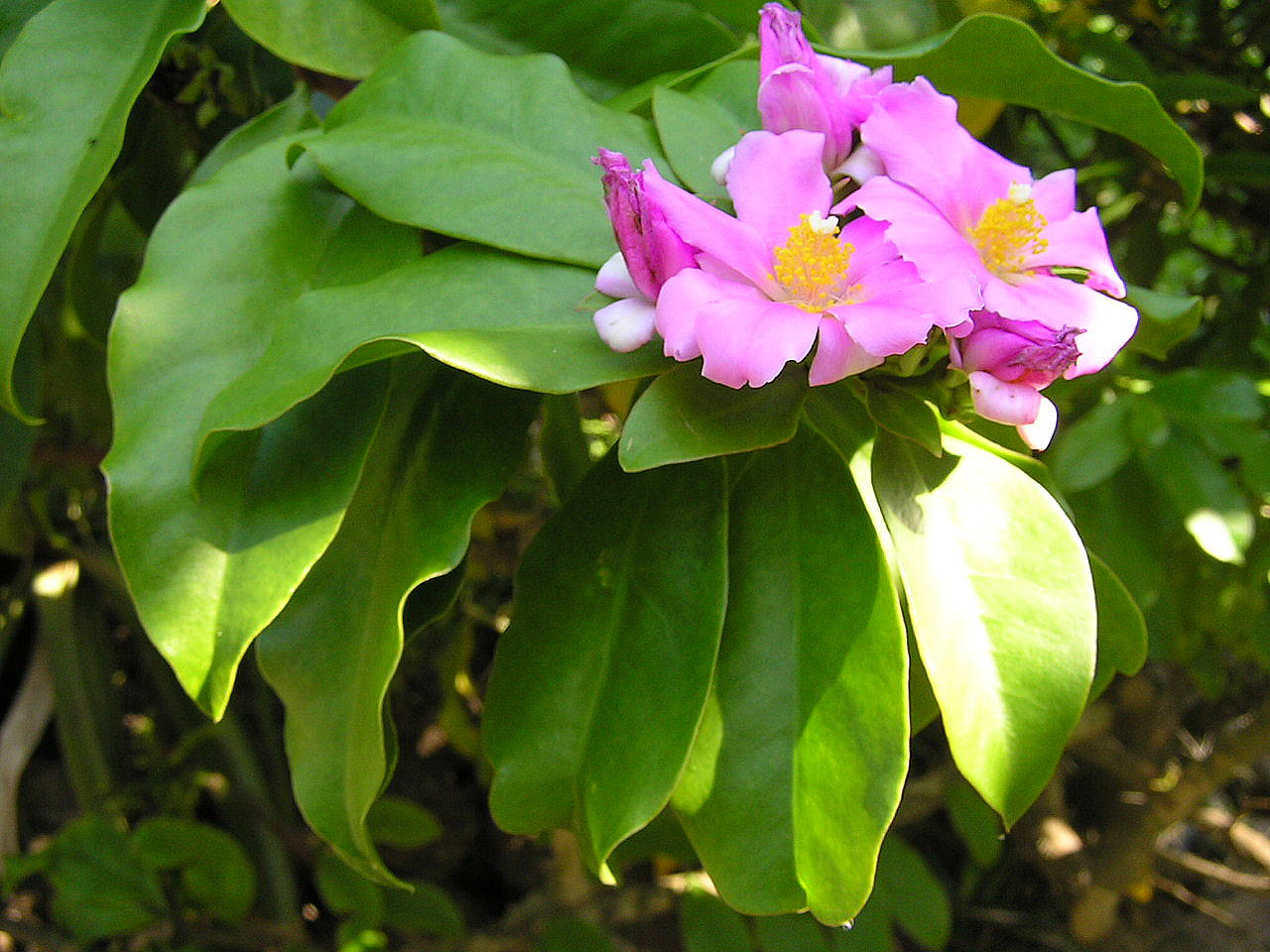
Pereskia grandifolia